# Sonate K. 83
Pour les articles homonymes, voir K83.
La sonate K. 83 (F.44/L.S.31) en la majeur est une œuvre pour clavier du compositeur italien Domenico Scarlatti.

## Présentation
La sonate K. 83 en la majeur est un Alla breve sans indication de mouvement, sorte de prélude à deux voix (88 mesures) en deux sections avec reprises, suivi d'un menuet à 
, à la stricte symétrie (deux fois 18 mesures). La forme a déjà été croisée avec la K. 77 inaugurant le principe du couple.

Le manuscrit principal est le numéro 48 du volume XIV (Ms. 9770) de Venise (1742), copié pour Maria Barbara.

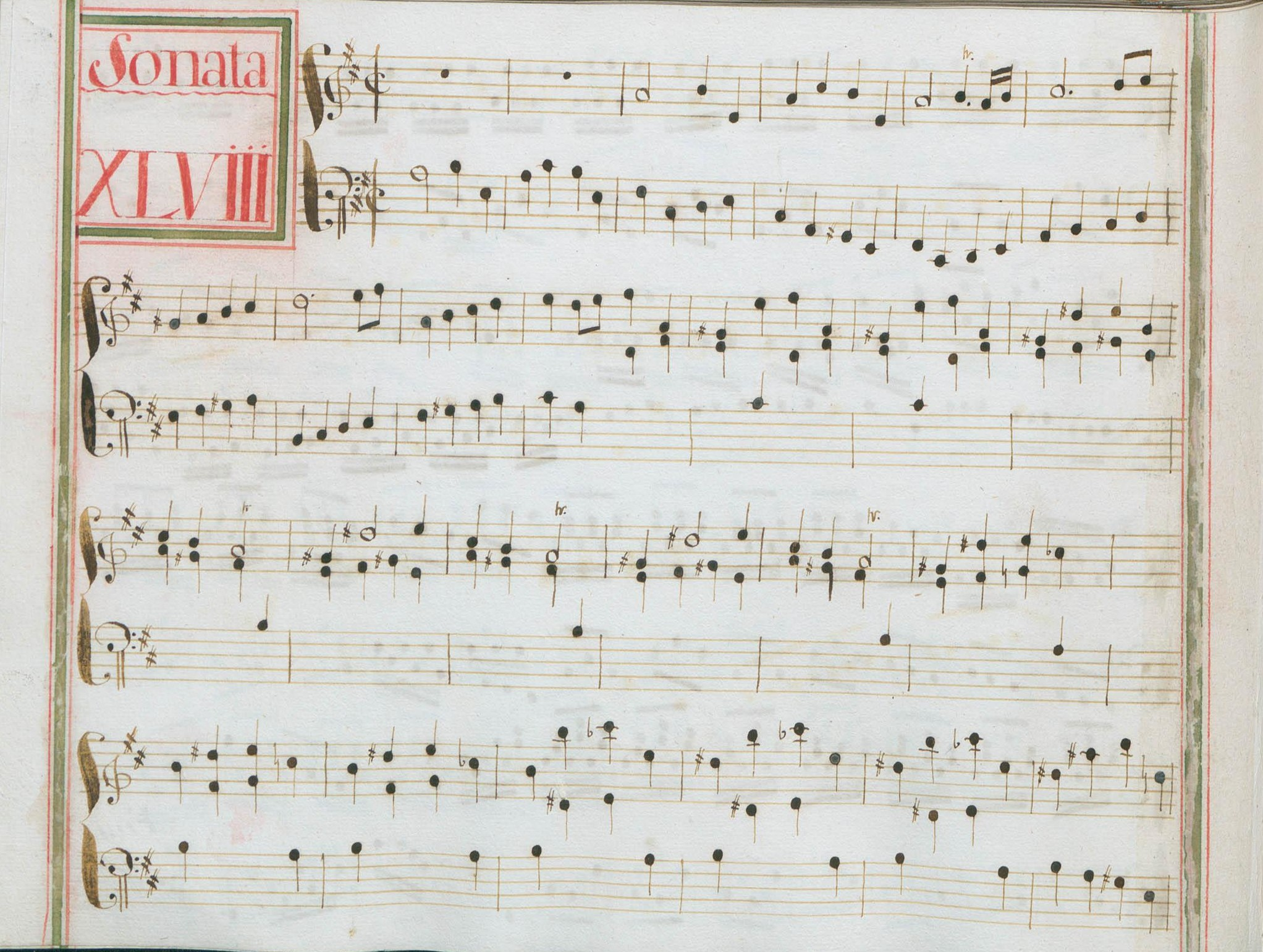
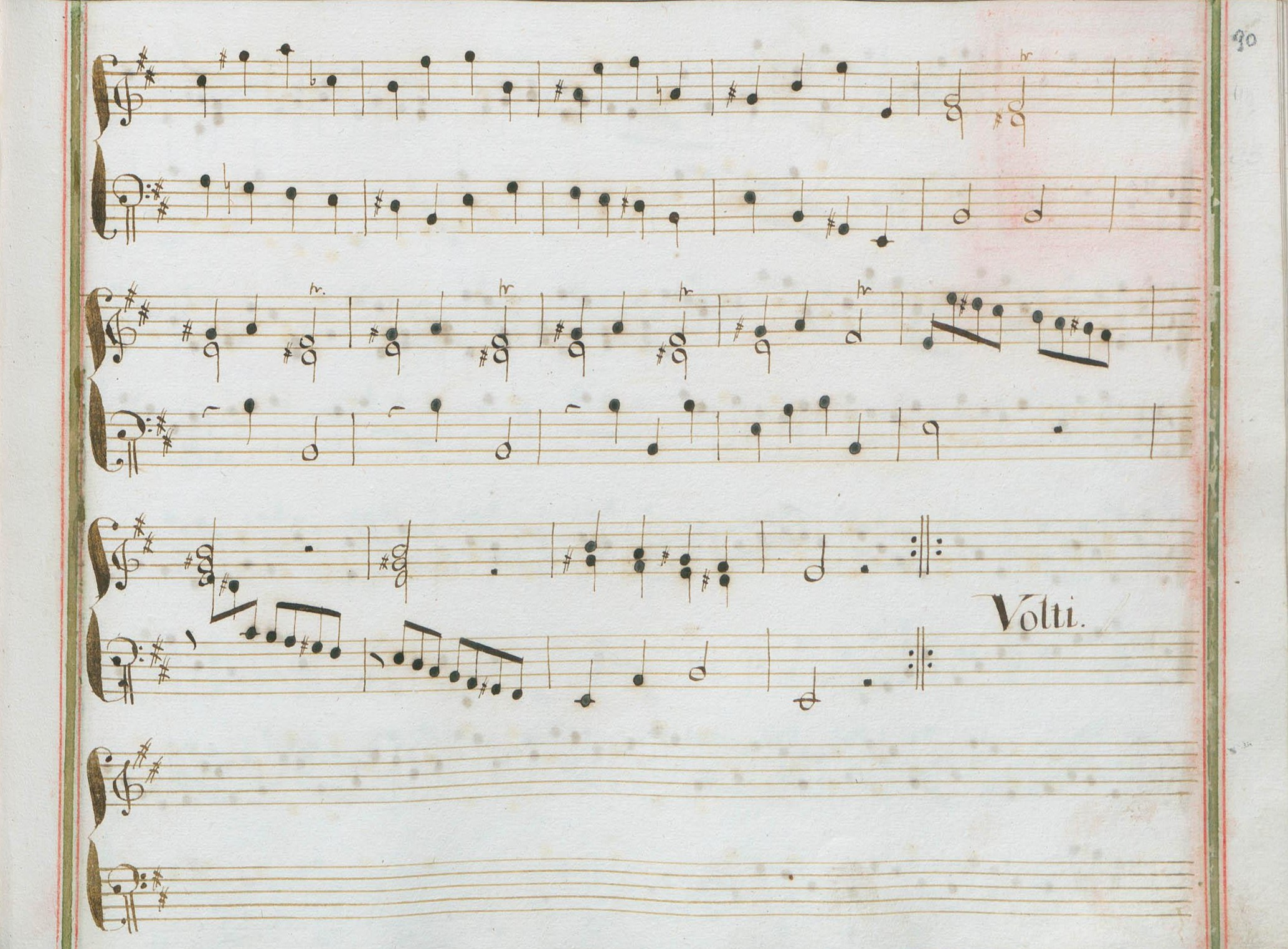
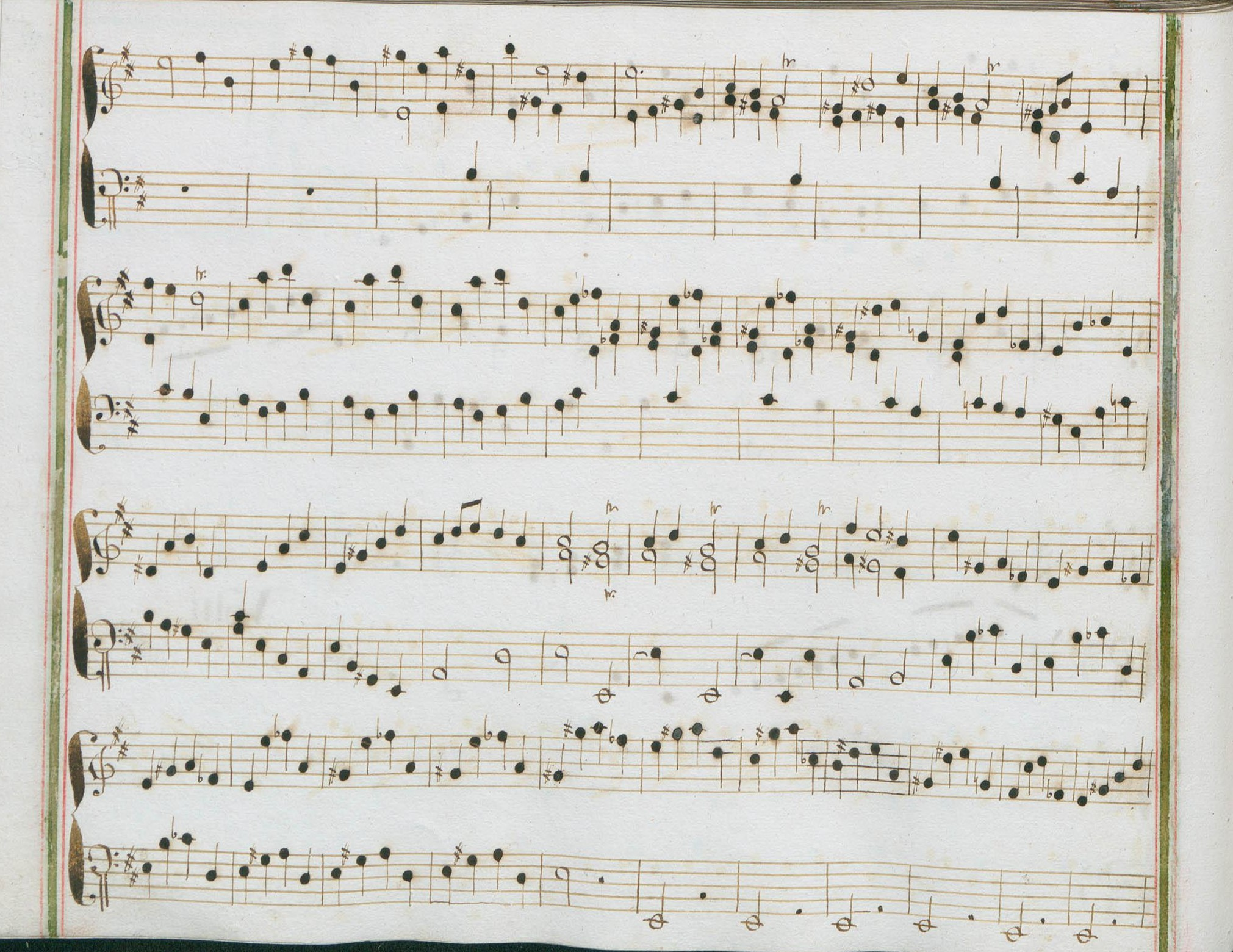
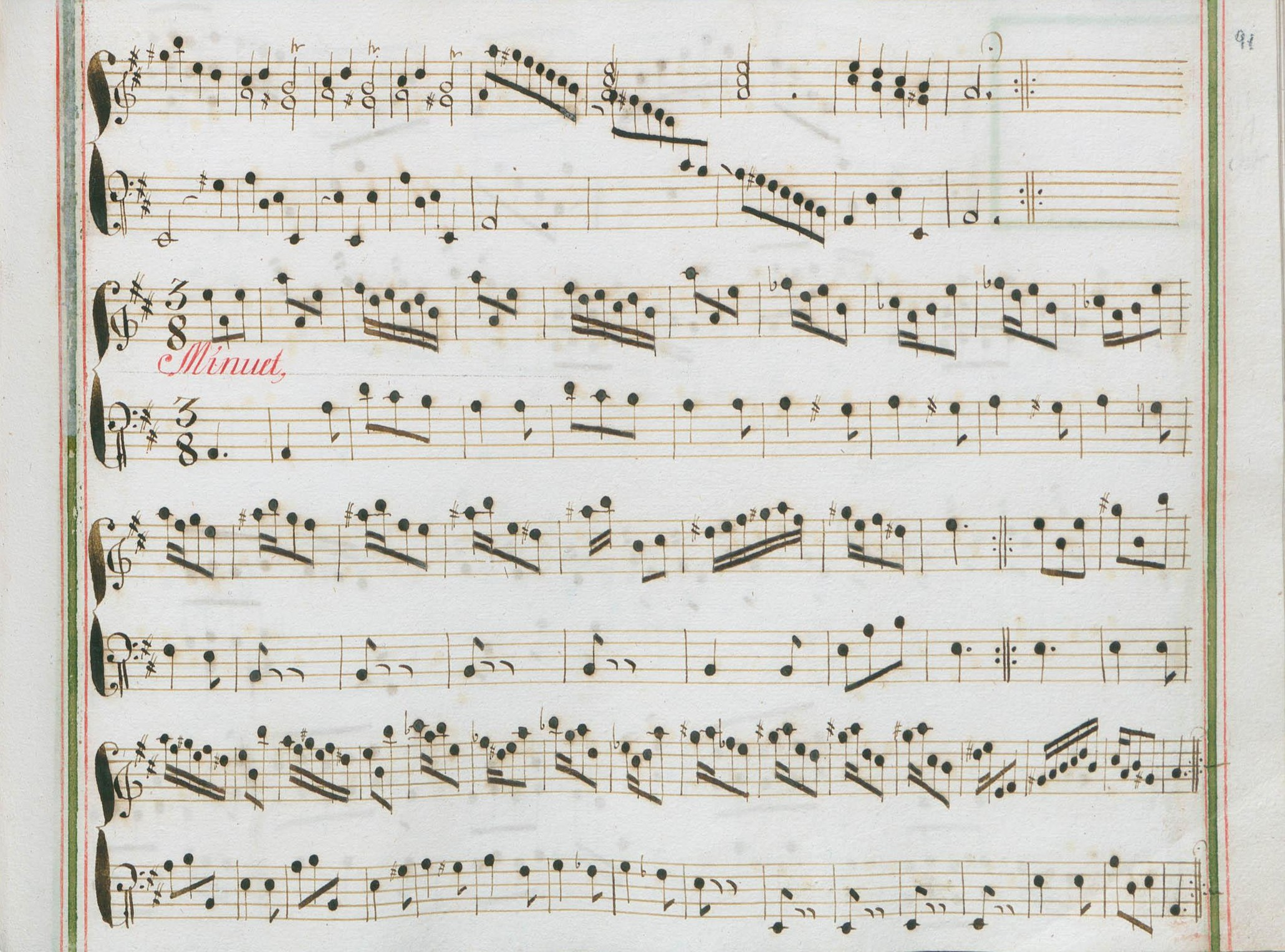

## Interprètes
La sonate K. 83 est défendue au piano, notamment par Eylam Keshet (2016, Naxos, vol. 22) ; au clavecin par Scott Ross (1985, Erato), Richard Lester (2005, Nimbus, vol. 6), Pieter-Jan Belder (Brilliant Classics, vol. 2) et Francesco Cera (2012, Tactus, vol. 3).

## Sources
: document utilisé comme source pour la rédaction de cet article.
- Ralph Kirkpatrick (trad. de l'anglais par Dennis Collins), Domenico Scarlatti, Paris, Lattès, coll. « Musique et Musiciens », 1982 (1re éd. 1953 (en)), 493 p. (ISBN 978-2-7096-0118-4, OCLC 954954205, BNF 34689181).
- Alain de Chambure, « Domenico Scarlatti : Intégrale des sonates — Scott Ross », Erato (2564-62092-2), 1985 (OCLC 891183737) .